# Mirtil (sicari)
Mirtil (Myrtyllus) fou un esclau o llibert romà. Va rebre una quantitat de diners de Marc Antoni o d'algun dels seus propers col·laboradors, per provocar un atemptat contra la vida de Dècim Juni Brut Albí, però la conspiració fou detectada i Mirtil fou detingut i tot seguit executat.